# VM i bandy 1977
Verdensmesterskabet i bandy 1977 var det 10. VM i bandy gennem tiden, og mesterskabet blev arrangeret af International Bandy Federation. Turneringen havde deltagelse af fire hold og blev afviklet i byerne Oslo, Drammen, Stabekk og Mjøndalen i Norge i perioden 23. – 30. januar 1977.
Mesterskabet blev vundet af de forsvarende verdensmestre fra Sovjetunionen foran Sverige med Finland på tredjepladsen. Det var Sovjetunionens 10. VM-titel i træk og det sovjetiske hold havde vundet alle VM-turneringerne indtil da. Sverige vandt sølv- og Finland bronzemedaljer for femte VM i træk.
Der var spænding om placeringerne til sidste spilledag, eftersom de to kampe på denne dag afgjorde fordelingen af guld-, sølv- og bronzemedaljer. I dagens første kamp spillede Norge mod Finland, og nordmændene skulle bruge en sejr på fire mål eller mere for at overhale finnerne på tredjepladsen. Men Finland fik begrænset nederlaget til 2-4 og kunne dermed rejse hjem med bronzemedaljerne. I turneringens sidste kamp havde Sverige blot brug for en sejr over Sovjetunionen for at vinde guld for første gang. Svenskerne havde tidligere vundet de to holds første indbyrdes møde med 3-2, men det lykkedes ikke svenskerne af gentage bedriften, idet det sovjetiske hold vandt den afgørende kamp med 3-2, og så sluttede mesterskabet som det plejede – med guldmedaljer til Sovjetunionen.

## Resultater
De fire hold spillede en dobbeltturnering, så alle holdene mødte hinanden to gange. Sejre gav 2 point, uafgjorte 1 point, mens nederlag gav 0 point.
| Dato  | Kamp                    | Res. | Spillested |
| ----- | ----------------------- | ---- | ---------- |
| 23.1. | Norge – Finland         | 1–5  | Drammen    |
| 23.1. | Sverige – Sovjetunionen | 3–2  | Oslo       |
| 24.1. | Norge – Sverige         | 3–1  | Stabekk    |
| 24.1. | Finland – Sovjetunionen | 3–4  | Drammen    |
| 26.1. | Sverige – Finland       | 1–2  | Stabekk    |
| 26.1. | Norge – Sovjetunionen   | 1–8  | Oslo       |
| 27.1. | Norge – Sverige         | 2–6  | Oslo       |
| 27.1. | Finland – Sovjetunionen | 3–8  | Stabekk    |
| 29.1. | Sverige – Finland       | 9–3  | Oslo       |
| 29.1. | Norge – Sovjetunionen   | 1–6  | Mjøndalen  |
| 30.1. | Norge – Finland         | 4–2  | Stabekk    |
| 30.1. | Sverige – Sovjetunionen | 2–3  | Drammen    |

| Plac. | Hold          | Kampe | + Mål − | Point |
| ----- | ------------- | ----- | ------- | ----- |
| 1.    | Sovjetunionen | 6     | 31-13   | 10    |
| 2.    | Sverige       | 6     | 22-15   | 6     |
| 3.    | Finland       | 6     | 18-27   | 4     |
| 4.    | Norge         | 6     | 12-28   | 4     |